# 坦桑瓦利 (亞利桑那州)
桑坦瓦利（英語：San Tan Valley）是位於美國亞利桑那州皮納爾縣的一個人口普查指定地區。根據2010年美國人口普查，該地人口為81321人，而該地的面積約為94.99平方千米。

## 地理
桑坦瓦利的座標為33°10′13″N 111°34′20″W / 33.17028°N 111.57222°W，而該地最高點為海拔高度1177米（即3862英尺）。